# NGC 2613
NGC 2613 (другие обозначения — ESO 495-18, IRAS08311-2248, MCG -4-21-3, AM 0831-224, UGCA 141, CGMW 2-3822, PGC 23997) — спиральная галактика (Sb) в созвездии Компаса. Открыта Уильямом Гершелем в 1784 году.
Галактика наблюдается практически с ребра и удалена на 26 мегапарсек. Галактика очень массивна — её масса составляет 7,5⋅1011 M⊙, у неё есть галактика-компаньон ESO 495-G017. Темп звездообразования в NGC 2613 типичен для подобных галактик. Галактика обладает активным ядром, погруженным в поглощающее свет вещество. Светимость ядра в рентгеновском диапазоне на энергиях 0,3—10 кэВ составляет 3,3⋅1040 эрг/с. Также в галактике наблюдается ещё четыре рентгеновских источника суммарной светимостью 4,3⋅1039 эрг/с.
Этот объект входит в число перечисленных в оригинальной редакции «Нового общего каталога».